# Val Duron
Val Duron este o arie protejată (arie specială de conservare — SAC, sit de importanță comunitară — SCI) din Italia întinsă pe o suprafață de 811 ha, integral pe uscat.

## Localizare
Centrul sitului Val Duron este situat la coordonatele 46°29′33″N 11°40′09″E / 46.4925°N 11.669167°E.

## Înființare
Situl Val Duron a fost declarat sit de importanță comunitară în iunie 1995 pentru a proteja 1 specie de plante și 14 specii de animale. Situl a fost protejat și ca arie specială de conservare în martie 2014.

## Biodiversitate
Situată în ecoregiunea alpină, aria protejată conține 19 habitate naturale: Păduri alpine de Larix decidua și/sau Pinus cembra, Pajiști alpine și boreale, Păduri acidofile de Picea de la nivel montan la nivel alpin (Vaccinio-Piceetea), Pante stâncoase silicioase cu vegetație casmofită, Mlaștini alcaline, Râuri de munte și vegetația lor lemnoasă cu Salix elaeagnos, Mlaștini turboase de tranziție și turbării mișcătoare, Formațiuni pioniere alpine de Caricion bicoloris-atrofuscae, Pante stâncoase calcaroase cu vegetație casmofită, Fânețe montane, Pajiști alpine și subalpine calcaroase, Grohotișuri silicioase de la nivelul montan până la nivelul zăpezii (Androsacetalia alpinae și Galeopsietalia ladani), Grohotișuri calcaroase și de șisturi calcaroase de la nivelul montan până la nivelul alpin (Thlaspietea rotundifolii), Tufărișuri cu Pinus mugo și Rhododendron hirsutum (Mugo-Rhododendretum hirsuti), Liziere de ierburi înalte hidrofile de câmpie și de nivel montan până la alpin, Pajiști boreale și alpine pe substrat silicios, Formațiuni ierboase bogate în specii de Nardus, dezvoltate pe substraturi silicioase în zone montane (și în zone submontane, în Europa continentală), Pajiști cu Molinia pe soluri calcaroase, turboase sau argilos-nămoloase (Molinion caeruleae), Râuri de munte și vegetația erbacee de pe malurile acestora.
La baza desemnării sitului se află mai multe specii protejate:
- plante (1): papucul doamnei (Cypripedium calceolus)
- păsări (13): minunița (Aegolius funereus), acvilă de munte (Aquila chrysaetos), ciuvică (Glaucidium passerinum), Lagopus muta helvetica, Lyrurus tetrix tetrix, muscar sur (Muscicapa striata), alunar (Nucifraga caryocatactes), pietrar sur (Oenanthe oenanthe), ciocănitoare de munte (Picoides tridactylus), ciocănitoare verzuie (Picus canus), silvie-mică (Sylvia curruca),  cocoș de munte (Tetrao urogallus), fluturașul de stâncă (Tichodroma muraria)
- mamifere (1): lupul (Canis lupus)

Pe lângă speciile protejate, pe teritoriul sitului au mai fost identificate 38 de specii de plante, 1 specie de amfibieni, 11 specii de mamifere, 1 specie de pești, 3 specii de reptile.